# Léon Gromier
Léon Gromier (* 20. Mai 1879 in Montchanin, Département Saône-et-Loire; † 19. April 1965 in Rom) war ein französischer römisch-katholischer Priester und Rubrizist.

## Leben
Gromier bereitete sich 1898 bis 1902 im Pontificium Seminarium Gallicum in Urbe (Gallicum) in Rom auf den Priesterberuf vor und empfing am 29. März 1902 die Priesterweihe. Er setzte seine Ausbildung an der Päpstliche Diplomatenakademie fort und wirkte zunächst als Priester an der Kirche Santa Maria in Montesanto an der römischen Piazza del Popolo. 
Am 26. März 1914 wurde Gromier zum Konsultor der päpstlichen Ritenkongregation ernannt. Er war zudem Mitglied der Academia Pontificia Liturgica, die praktische Fragen des Gottesdienstes zu lösen hatte. Zeitweilig wirkte er als censor, d. h. Begutachter der von Mitgliedern der Academia vorgelegten Lösungsvorschläge. 1920 wurde er Päpstlicher Geheimkämmerer, 1925 Hausprälat Seiner Heiligkeit, 1926 Chorherr von St. Peter im Vatikan und Protonotarius Apostolicus supra numerum.
Léon Gromier gilt als Informant des Schriftstellers Roger Peyrefitte für vatikanische Interna, die dieser in Les Clés de saint-Pierre („Die Schlüssel von Sankt-Peter“) schildert. Peyrefitte charakterisiert ihn als streng, tief gläubig und von untadeligem Lebenswandel. Gromiers Schriften zeugen von glänzender Kenntnis gegebener liturgischer Vorschriften (und ihrer Widersprüche) sowie Geringschätzung der Liturgischen Erneuerung unter Papst Pius XII.

## Werke
- Prérogatives Archiépiscopales et Généralités Épiscopales. In: Les Questions Liturgiques et Paroissiales 1924.
- L'année jubilaire, ses règles et manifestations liturgiques. In: Annuaire Pontifical Catholique 1927, 615–626 (über das katholische Jubeljahr).
- La Simplification des rubriques du missel et du bréviaire. In: Revue de Droit Canonique 5. 1955, 175–183.
- Commentaire du Caeremoniale épiscoporum. La Colombe, Paris 1959. 488 S. (Hauptwerk; Erläuterungen zum Caeremoniale Episcoporum).
- La Semaine Sainte restaurée. In: Opus Dei 1962, Nr. 2, 76–90.